# La Trinité-de-Thouberville
La Trinité-de-Thouberville è un comune francese di 439 abitanti situato nel dipartimento dell'Eure nella regione della Normandia.

## Società

### Evoluzione demografica
Abitanti censiti